# Azorella multifida
Azorella multifida är en flockblommig växtart som först beskrevs av Hipólito Ruiz López och Pav., och fick sitt nu gällande namn av Christiaan Hendrik Persoon. Azorella multifida ingår i släktet Azorella och familjen flockblommiga växter. Inga underarter finns listade i Catalogue of Life.